# 側頭擬半齒甲鯰
側頭擬半齒甲鯰為輻鰭魚綱鯰形目甲鯰科的其中一種，為亞熱帶淡水魚，分布於南美洲烏拉圭河、巴拉圭河及巴拉那河流域，體長可達29.8公分，棲息在底層水域，生活習性不明。

## 扩展阅读
維基物種上的相關：側頭擬半齒甲鯰